# Fort William
Fort William (ve skotské gaelštině An Gearasdan) je téměř desetitisícové město ve Skotsku v pohoří Highlands, ležící při zálivu Loch Linnhe a téměř na úpatí nejvyšší hory Velké Británie Ben Nevis. Město bývá první zastávkou turistů při objevování severního Skotska a zároveň konečnou zastávkou známé turistické trasy West Highland Way.

## Historie
V minulosti spadalo území města a okolí pod správu klanu Cameronů. Ti zde působili v obci Inverlochy, původní vesnici, kde se také odehrála bitva o Inverlochy. Největší rozmach zaznamenalo městečko během anglické občanské války a za vzestupu moci Jakobitů.